# Gonomyia principalis
Gonomyia principalis là một loài ruồi trong họ Limoniidae. Chúng phân bố ở miền Cổ bắc.